# Stanisław Paciorek

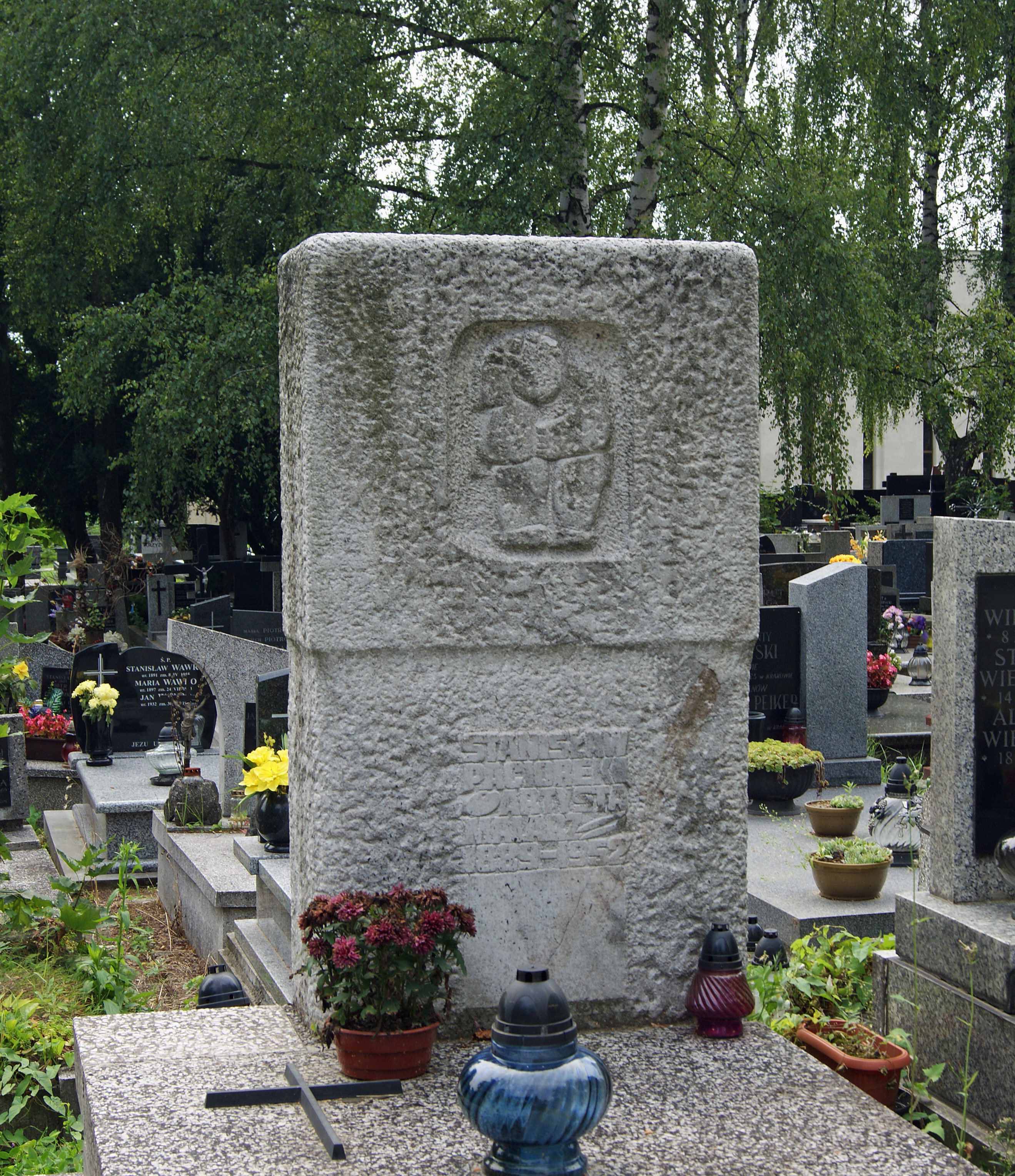
Grób Stanisława Paciorka na Cmentarzu Salwatorskim

Stanisław Paciorek (ur. 1889 w Ładyczach k. Ostropola, zm. 1952 w Krakowie) – polski malarz i scenograf teatralny.

## Życiorys
W 1908 ukończył naukę w Państwowej Szkole Przemysłowej, równocześnie wziął udział w organizowanym w Wiedniu konkursie dekoracyjnym w Kunstgewerbeschule, gdzie jego kompozycja fresku "Więdnąca róża" otrzymała nagrodę. W tym samym roku rozpoczął studia w Akademii Sztuk Pięknych w Krakowie, jego wykładowcami byli Jacek Malczewski, Józef Mehoffer i Konstanty Laszczka. Naukę ukończył w 1915, dwa lata później otrzymał etat nauczyciela rysunku i dekoracji w prowadzonym w Ojcowie przez doktora Bużyckiego gimnazjum realnym. Od 1918 przez rok doskonalił sztukę malarską podczas lekcji u Teodora Axentowicza. W 1932 był autorem scenografii do wystawianych w zakopiańskiej Operze Górskiej dzieł Stanisława Moniuszki "Halka" i "Straszny dwór", równocześnie do 1939 był dekoratorem w Teatrze Bagatela w Krakowie. W 1945 został członkiem Związku Polskich Artystów Plastyków, w tym samym roku jego prace uczestniczyły w wystawie zorganizowanej w Institute of Art w Detroit (USA). W 1949 wstąpił do Grupy Polskich Artystów Krąg, zmarł w 1952 w Krakowie.

## Twórczość
Artysta tworzył pejzaże, portrety i sceny rodzajowe, jedyną stosowaną techniką było malarstwo olejne. Jego prace były wielokrotnie wystawiane z Towarzystwem Przyjaciół Sztuk Pięknych w Krakowie, Łodzi, Lwowie i Poznaniu. Jego obrazy znajdują się w kolekcjach Ministerstwa Kultury i Sztuki, Muzeum Ziemi Średzkiej w Koszutach, Muzeum Narodowym w Krakowie, Muzeum Historycznym Miasta Krakowa, Seminarium Duchownego Archidiecezji Krakowskiej i Muzeum w Kownie.